# Sascha Heyer
Sascha Heyer (Zúrich, 21 de julio de 1972) es un deportista suizo que compitió en voleibol, en la modalidad de playa.
Ganó una medalla de plata en el Campeonato Mundial de Vóley Playa de 2005 y cuatro medallas en el Campeonato Europeo de Vóley Playa entre los años 2000 y 2004.

## Palmarés internacional
| Campeonato Mundial | Campeonato Mundial             | Campeonato Mundial | Campeonato Mundial |
| Año                | Lugar                          | Medalla            | Pareja             |
| ------------------ | ------------------------------ | ------------------ | ------------------ |
| 2005               | Berlín (Alemania)              | Medalla de plata   | Paul Laciga        |
| Campeonato Europeo |                                |                    |                    |
| Año                | Lugar                          | Medalla            | Pareja             |
| 2000               | Bilbao (España)                | Medalla de plata   | Markus Egger       |
| 2001               | Jesolo (Italia)                | Medalla de oro     | Markus Egger       |
| 2003               | Alanya (Turquía)               | Medalla de bronce  | Markus Egger       |
| 2004               | Timmendorfer Strand (Alemania) | Medalla de plata   | Markus Egger       |